# Gamochaeta stachydifolia
Gamochaeta stachydifolia là một loài thực vật có hoa trong họ Cúc. Loài này được (Lam.) Cabrera mô tả khoa học đầu tiên năm 1961.